# Cadenatres
Cadenatres (estilizado como cadenatres y erróneamente escrita y conocida como Cadena Tres y Cadena 3) fue una señal de televisión privada mexicana de recepción libre perteneciente al Grupo Imagen.
Su estación principal era XHTRES-TV (Canal 28 en la Ciudad de México). Contaba con repetidoras y afiliadas en 3 ciudades de México: XHILA-TDT en Mexicali, Baja California, XHIJ-TDT en Ciudad Juárez, Chihuahua, XHNSS-TV y XHNSS-TDT en Nogales, Sonora. Además, estuvo disponible en algunas plataformas de televisión de paga.

## Historia
El 18 de julio de 2006, Grupo Imagen, propiedad de Olegario Vázquez Raña, adquiere el canal XHRAE-TV.
El 28 de mayo de 2007, el canal fue relanzado con el nombre comercial de cadenatres y cambió su programación introduciendo nuevos programas y series, entre los que destacan: Emergencias urbanas, El escudo y eventos deportivos como la lucha libre del Consejo Mundial de Lucha Libre, boxeo de la Asociación Mundial de Boxeo y fútbol de la Major League Soccer, entre otros. Cabe destacar que desde el inicio de cadenatres, Imagen integró a periodistas que ya participaban en el área radiofónica de la empresa, tales como Pablo Carrillo, Gustavo Adolfo Infante y Jorge Fernández Menéndez.
A lo largo de la existencia de cadenatres, Imagen ha firmado convenios con otras empresas nacionales e internacionales de comunicación buscando promover el canal, entre ellas que destacan: Sony Entertainment Television, Venevisión, Televisa y Televen, para incorporar la señal de cadenatres al servicio de televisión de pago SKY transmitiendo en el canal 128.
Antes del 30 de septiembre de 2009, la estación cambió su indicativo de XHRAE-TV a XHTRES-TV, para que concordara con su nombre comercial.
El 21 de enero de 2010 el Grupo Imagen formalizó un acuerdo de 250 millones de pesos con la productora Argos Comunicación, para producir 480 horas semanales de programación en horario estelar para cadenatres.
El 11 de marzo de 2015 en un comunicado del Instituto Federal de Telecomunicaciones, la empresa Grupo Imagen ganó la licitación para poder administrar una nueva cadena de televisión abierta digital, la cual, en un inicio, se pensó que serviría para dar a cadenatres difusión nacional.

## Final de transmisiones
El 26 de octubre de 2015 a las 00:03 h, al terminar el último programa de El Incorrecto, la señal de cadenatres cesa sus transmisiones, dejando en su lugar un contador para el «lanzamiento» (más bien, relanzamiento) de Excélsior TV (el cual ya se transmitía en el subcanal digital 27.2), comenzando sus transmisiones por el Canal 28 y 27.1 TDT a las 7:00 horas.
De acuerdo con el comunicado que apareció en el portal de internet de cadenatres tras el cierre, el término del proyecto se dio para enfocar los esfuerzos de Grupo Imagen para la nueva cadena de televisión. La nueva cadena, aunque su concesionaria se llama Cadena Tres I, S.A. de C.V., no heredó el nombre de esta señal, como ya se había adelantado. Su nombre es Imagen Televisión que inició transmisiones el 17 de octubre de 2016.
Previo al fin del «ciclo» de cadenatres, los programas estelares y con mayor audiencia así como los noticieros del canal tuvieron la oportunidad de dedicar emisiones especiales de despedida. 
Los conductores de noticias de cadenatres, Yuriria Sierra, Francisco Zea y Pablo Carrillo fueron reasignados a Excelsior tv mientras que otros proyectos como Mikorte Informativo encontraron canales alternativos como el mencionado que usó su propio canal de YouTube que usaba desde cadenatres.

## Cobertura
La siguiente es una lista de las repetidoras y afiliadas con las que contaba cadenatres. Adicionalmente, se ofrecía en diversos sistemas de televisión restringida (cable/satélite) como el sistema SKY por el canal 128 e izzi en el DF.
| Canal físico | Estación   | Ciudad                | Potencia (kW) | Canal virtual                                                                              | Notas |
| ------------ | ---------- | --------------------- | ------------- | ------------------------------------------------------------------------------------------ | --- |
| 28           | XHTRES-TV  | Ciudad de México      | 2,500         | •                                                                                          | Canal de origen, propiedad de Grupo Imagen. Estación analógica.                                                                 |
| 27           | XHTRES-TDT | Ciudad de México      | 71            | 27.1 SD - cadenatres 27.2 SD - Excélsior tv 27.3 SD - Imagen Radio                         | • |
| 29           | XHENB-TV   | Ensenada, B.C.        | 5             | •                                                                                          | Estación analógica. Estación propiedad de Televisora Fronteriza, S.A. de C.V                                                    |
| 44           | XHIJ-TV    | Ciudad Juárez, Chih.  |               |                                                                                            | Estación propiedad de Televisora Nacional S.A. de C.V. Afiliada. (Estación analógica, en operación hasta 2015).                 |
| 45           | XHIJ-TDT   | Ciudad Juárez, Chih.  | 87            | 44.1 HD - Canal 44 El Canal de las Noticias/cadenatres 44.2 SD - 44 Alternativo/cadenatres | Estación propiedad de Televisora Nacional S.A. de C.V. Afiliada.                                                                |
| 66           | XHILA-TV   | Mexicali, B.C.        |               |                                                                                            | Estación propiedad de Intermedia Y Asociados de Mexicali, S.A. de C.V. Afiliada. (Estación analógica, en operación hasta 2013). |
| 46           | XHILA-TDT  | Mexicali, B.C.        | 24            | 66.1 SD - Canal 66 El Canal de las Noticias/cadenatres 66.2 HD - Canal 66/ diferido 2hrs.  | Estación propiedad de Intermedia Y Asociados de Mexicali, S.A. de C.V. Afiliada.                                                |
| 7            | XHNSS-TV   | Heroica Nogales, Son. | 35            | •                                                                                          | Estación analógica. Estación propiedad de Jaime Juaristi Santos. Repetidora parcial.                                            |
| 31           | XHNSS-TDT  | Heroica Nogales, Son. | 42            | 7.1 HD - Siete Nogales/cadenatres                                                          | Estación propiedad de Jaime Juaristi Santos. Repetidora parcial.                                                                |

## Origen del nombre
Si bien en México existen varias cadenas de televisión, incluyendo públicos y educativos, coloquialmente se ha considerado como la primera y segunda cadenas a las televisoras principales, Televisa y TV Azteca, respectivamente. La meta de cadenatres era convertirse en el tercer competidor en televisión comercial a nivel nacional en México, lo que coloquialmente sería considerada la "tercera cadena".

Sin embargo, al momento del establecimiento de cadenatres, ya existían 4 cadenas con cobertura nacional (El Canal de las Estrellas, Canal 5, Azteca trece, Azteca 7). lo que técnicamente convertiría a cadenatres en la quinta cadena, de haber logrado tener una cobertura nacional. 

Al día de hoy, se sigue llamando "cadena" a las televisoras que manejan una cobertura importante, siendo Imagen Televisión considerada como la tercera cadena y Multimedios Televisión como la cuarta cadena.